# Feuillée (Mondkrater)
Feuillée ist ein kleiner Einschlagkrater im östlichen Teil des Mare Imbrium. Er liegt weniger als 5 km nordwestlich des Kraters Beer und bildet mit diesem ein Zwillingspaar nahezu identischer Krater. Westlich zeichnet sich der kleine, aber auffällige Krater Timocharis ab.
Ähnlich wie Beer ist Feuillée kreisrund und schüsselförmig. Der relativ kleine Kraterboden liegt im Mittelpunkt der abschüssigen Kraterinnenwände. Der scharfrandige Krater weist keine besonderen Erosionsspuren auf und lässt auch sonst auffällige Kennzeichen vermissen. Andererseits liegt er auf einem Meeresrücken in der Oberfläche des Mare und lässt sich am besten bei schräg einfallendem Licht beobachten, wenn der Terminator in der Kraternähe liegt.